# Queichlinien
Die Queichlinien waren eine mitlitärische Befestigungsanlage, die während der frühen Neuzeit existierte. Es handelte sich um eine Feldbefestigung.

## Lage
Die Queichlinien erstreckten sich von Annweiler am Trifels im Westen über Landau in der Pfalz bis nach Bellheim und Hördt im Osten, die sich hauptsächlich entlang der namensgebenden Queich befanden. Zu ihnen gehörte unter anderem der Albersweilerer Kanal. Außerdem war der Spiegelbach in die Anlage mit einbezogen.

## Geschichte
Die Errichtung der Queichlinien steht in Zusammenhang mit der von Frankreich von 1688 bis 1691 gebauten Festung Landau. Nachdem es erste Arbeiten schon Anfang des 18. Jahrhunderts gab, folgte der eigentliche Bau der Festungsanlage durch französische Truppen ab 1743 während des Österreichischen Erbfolgekriegs. 1748 war der Bau der Queichlinie abgeschlossen, deren Errichtung somit während des gesamten Kriegs dauerte; die umliegenden Dörfer erlitten durch die Linien erhebliche Schäden. Während der Koalitionskriege Ende des 18. Jahrhunderts waren sie erneut von Bedeutung, danach nahm sie ab.

## Relikte
Im Hördter Wald befindet sich eine erhaltene Schanze. Die Straße An 44 in Landau erinnert an die Bastion Nummer 44 der Queichlinien.